# Аттапи
Аттапи — провінція (кванг) на південному сході Лаосу. Адміністративний центр — однойменне місто.

## Населення
| 1995   | 1996   | 2005    | 2013.   |
| ------ | ------ | ------- | ------- |
| 87 943 | 87 700 | 112 171 | 132 535 |

## Адміністративний поділ
Провінція розділена на такі райони:
- Пхувонг (17-05)
- Самакхисай (17-02)
- Санамсай (17-03)
- Сансай (17-04)
- Сайсетха (17-01)